# Čujića Krčevina
Čujića Krčevina falu Horvátországban Lika-Zengg megyében. Közigazgatásilag Plitvička Jezerához tartozik.

## Fekvése
Otocsántól légvonalban 34 km-re, közúton 50 km-re keletre, községközpontjától Korenicától légvonalban 9 km-re közúton 13 km-re északnyugatra, az 1-es számú főúttól nyugatra fekszik.

## Története
A szerb lakosságú falu lakóinak ősei a 17. században a török által megszállt területről vándoroltak be ide. 1890-ben 204, 1910-ben 205 lakosa volt. A trianoni békeszerződés előtt Lika-Korbava vármegye Korenicai járásához tartozott. Ezt követően előbb a Szerb-Horvát-Szlovén Királyság, majd Jugoszlávia része lett. 1991-ben a független Horvátország része lett, de szerb lakossága még az évben Krajinai Szerb Köztársasághoz csatlakozott. A horvát hadsereg 1995. augusztus 6-án a Vihar hadművelet keretében foglalta vissza a község területét. Szerb lakossága nagyrészt elmenekült. A falunak 2011-ben 9 lakosa volt.

## Lakosság
| Lakosság változása | Lakosság változása | Lakosság változása | Lakosság változása | Lakosság változása | Lakosság változása | Lakosság változása | Lakosság változása | Lakosság változása | Lakosság változása | Lakosság változása | Lakosság változása | Lakosság változása | Lakosság változása | Lakosság változása | Lakosság változása |
| ------------------ | ------------------ | ------------------ | ------------------ | ------------------ | ------------------ | ------------------ | ------------------ | ------------------ | ------------------ | ------------------ | ------------------ | ------------------ | ------------------ | ------------------ | ------------------ |
| 1857               | 1869               | 1880               | 1890               | 1900               | 1910               | 1921               | 1931               | 1948               | 1953               | 1961               | 1971               | 1981               | 1991               | 2001               | 2011               |
| 0                  | 0                  | 0                  | 204                | 125                | 205                | 180                | 208                | 91                 | 132                | 110                | 70                 | 39                 | 28                 | 2                  | 9                  |

(1880-ig lakosságát Prijebojhoz számították)